# Mẫu Bạch Kê
Mẫu Bạch kê (chữ Hán: 神母白鷄) hay Bạch kê tinh (chữ Hán: 白鳮精) là một vị thần hoặc một loài yêu quái trong truyền thuyết Việt Nam.

## Yêu quái
Trong Truyện Kim Quy trong sách Lĩnh Nam chích quái, vua An Dương vương đóng đô ở Phong Khê, cho người xây thành, mà cứ đắp là đổ. Sau đó, sứ giả Thanh Giang (Thần Kim Quy) từ sông bơi đến để giúp An Dương vương xây thành. Thần Kim Quy nói rằng:
| “ | Ở đây có tinh khí núi sông, con Tiên vương phụ vào để báo thù nước, lại có con gà trắng sống ngàn năm hóa làm yêu tinh ẩn ở núi Thất Diệu, trên núi có con quỷ, nguyên trước có một nhạc công chôn cất ở đấy hóa ra quỷ. Ở bên có một cái quán để cho hành khách qua lại ngủ nhờ; chủ quán tên là Ngộ Không, có một đứa con gái và một con gà trắng là dư khí của quỷ thần. Hễ có người khách nào qua lại đến đấy ngủ nhờ thì quỷ tinh hóa ra thiên hình vạn trạng mà giết hại rất nhiều. Bây giờ nên bắt con gà trắng và đứa con gái của chủ quán mà giết đi thì tinh quái sẽ hết. Nhưng chắc là nó lại hóa ra yêu thư, sai chim si hưu ngậm thư bay lên trên cây chiên đàn, tâu với Thượng đế để xin phá thành ấy đi. Thần này xin cắn cho rơi cái thư ấy xuống, Vương lập tức thu lấy tất nhiên thành đắp mới xong. | ” |

Nghe lời thần, vua cho các tướng vào rừng mai phục, rồi cải trang giả làm khách đi đường đến xin ngủ trọ. An Dương Vương cùng thần Kim Quy ở đến gần sáng. Đến lúc gà gáy, quỷ quái bỏ chạy, An Dương vương cho người đuổi đến núi Thât Diệu rồi quay lại nhà trọ. Đến nơi, vua cho người giết con gà trắng, con gái chủ quán trọ lăn ra chết. Lại cho người đào núi Thất Diệu, tìm được một bộ hài cốt và nhạc khí cổ đem đốt thành tro đổ xuống sông.
Đến chiều, An Dương vương cùng thần Kim Quy leo lên núi Việt Thường. Thần Kim Quy hóa thành chuột cắn chân chim si hưu, khiến lá thư rơi xuống. Đến khi An Dương vương nhặt lên thì đã bị sâu ăn mất một nửa. Từ đó không còn quỷ quái quấy phá, An Dương vương chỉ mất nửa tháng đã xây xong thành Ốc.

## Thần Mẫu
Theo thần tích ở làng Yên Phụ (xã Yên Phụ, huyện Yên Phong, tỉnh Bắc Ninh) thì Thần mẫu vốn là con gái của vua Hùng, có sắc đẹp quốc sắc thiên hương, đàn ngọt, múa giỏi, hát hay, thường đi du ngoạn các danh thắng trong nước. Trong một lần đến núi Thất Diệu, công chúa bị cảm qua đời. Vua cho người an táng ở đó. Công chúa qua đời khi còn trẻ nên rất linh thiêng, thường hóa thành cô hàng nước hoặc gà mái trắng để cứu giúp dân.
Đến thời Hùng vương thứ XVIII, công chúa hiển linh giúp quân tướng đánh giặc. Khi An Dương vương chiếm nước, cho xây thành thì công chúa sai âm binh đi phá thành. Sau thần Kim Quy đến hòa giải, công chúa lại cho âm binh gánh đất từ núi Thất Diệu đến đắp, giúp An Dương vương xây thành Cổ Loa, lại phù hộ cho thành không thể bị quân giặc đánh phá.
Theo thần tích ở xã Đa Mai, phủ Lạng Giang (nay là phường Đa Mai, thành phố Bắc Giang, tỉnh Bắc Giang), thì Bạch kê từng hiển linh vào thời Trần: Vào những năm niên hiệu Thiệu Long (1258 - 1272) triều vua Trần Thánh Tông, vùng Lạng Giang bị hạn hán. Nhà vua bèn đến Lạng Giang để úy lạo dân chúng. Khi nghỉ lại ở trang Đa Mỗi, vua nằm mơ thấy một thần nhân đến tự xưng: Ta là quan Thủy thần trấn thủ nước Nam.
Hôm sau, vua cho người cầu đảo, thấy gà trắng cưỡi trên khúc gỗ trôi trên mặt sông gần tế đàn. Nhà vua cho người trục vớt về để dựng miếu thờ. Khi vớt lên, gà trắng biến mất, còn khúc gỗ hiện lên hai chữ "Trấn Quốc". Sau đó bầu trời đổ mưa, cây cối được hồi sinh.